# Andreas Weiß (organaro 1722)
Andreas Weiß (Nabburg, ante 11 giugno 1722 – Nabburg, 16 febbraio 1807) è stato un organaro tedesco.

## Biografia
Nato a Nabburg nel 1722 (la data di nascita è sconosciuta, ma venne battezzato l'11 giugno), dopo l'apprendistato come organaro impiantò la propria bottega nella sua città natale nel 1750.
Realizzò numerosi organi, soprattutto nell'Alto Palatinato.
L'attività della bottega passò ai figli di Weiß, Franz Josef e Johann Michael, e dopo di loro al figlio di Johann Michael, Josef. Alla morte di quest'ultimo nel 1858, l'attività chiuse.